# Anna Foerster
Pour les articles homonymes, voir Foerster.
Anna Foerster, née en 1971, est une réalisatrice et directrice de la photographie américaine.

## Biographie
Anna Foerster a commencé sa carrière comme directrice de la photographie puis réalisatrice seconde équipe.
À la télévision, elle réalise cinq épisodes de la série Esprits criminels, un épisode de Criminal Minds: Suspect Behavior, trois épisodes de Unforgettable et quatre épisodes de Outlander.
En 2016, elle réalise son premier film, Underworld: Blood Wars.
En 2020, elle réalise l'épisode 5 de la saison 3 de la série Westworld.

## Filmographie
- 2016 : Underworld: Blood Wars
- 2022 : Lou avec Allison Janney